# Бремен-Ферден
Бре́мен-Фе́рден (нем. Herzogtümer Bremen und Verden, Bremen–Verden; швед. Hertigdömet Bremen och Hertigdömet Verden; распространён также вариант передачи названия Бре́мен-Ве́рден) — владение Швеции в Германии в 1648—1719 годах, располагавшееся в нижнем течении Эльбы и Везера.
В 1648 году в соответствии с Вестфальским миром, завершившим Тридцатилетнюю войну, Бременское архиепископство (но не сам город) и город Ферден вместе с епископством Ферденским были признаны владениями шведской короны.
Они образовали генерал-губернаторство. Пост генерал-губернатора занимали шведы, но некоторое влияние имели и местные ландтаги. Вскоре оказалось, однако, что эти территории сложно защищать, и они несколько раз переходили в руки врагов.
Во время Северной войны в 1712 году владение было захвачено Данией, а в 1719 году было уступлено в пользу Ганновера по Стокгольмскому договору в обмен на уплату 1 млн риксдалеров.
В 1803 году оно было завоевано французами, на короткое время уступлено Пруссии, потом Вестфалии, в 1810 году вошло в состав французского департамента Устьев Везера и в 1814 году было возвращено Ганноверу, вместе с которым в 1866 году было аннексировано Пруссией.

## Денежная единица
Чеканилась марка, С 1611 по 1675 годы.